# 北京市天慈墓园
北京市天慈墓园，位于北京市大兴区黄村镇北磁村，是北京市属陵园之一。

## 简介
北京市天慈墓园坐落在北京中轴线南端的大兴黄村卫星城以东4公里处的凤河北岸。附近有乾隆帝修建的团河行宫。墓区内种植有大量果木，其中有碧桃百亩。
北京市天慈墓园是1993年成立的北京市事业单位，受北京市殡葬管理处和联营公墓管理所领导。